# La Gloria (Panama)
La Gloria ist ein Corregimiento des Bezirks Changuinola in der Provinz Bocas del Toro in Panama. Bei der Volkszählung im Jahr 2023 hatte es 3232 Einwohner. Das Corregimiento erstreckt sich über eine Fläche von 159,0 km².
Das Corregimiento wurde durch Gesetz Nr. 18 vom 26. Februar 2009 geschaffen.

## Bevölkerung
Die folgende Tabelle zeigt die Bevölkerung des Corregimientos La Gloria, wie es in den Volkszählungen 2010 und 2023 erfasst wurde.
| Jahr         | 2010 | 2023 |
| ------------ | ---- | ---- |
| Einwohner    | 3046 | 3232 |
| davon Männer | 1578 | 1585 |
| davon Frauen | 1468 | 1647 |

## Orte
Im Corregimiento La Gloria befinden sich folgende Orte:
- Alto Pita
- Altos de Milla 10 o Vista Hermosa
- Boca de Junco
- Boca de Selvina
- El Canal
- Isla Tigre
- Junco o San Juan
- Junquito
- La Escondida
- La Gloria
- Loma Bonita
- Loma Brava
- Loma Muleto
- Milla 10
- Milla 11
- Milla 5
- Milla 6
- Milla 7
- Milla 7 1/2
- Punta Sorostra
- Selvina
- Valle Junquito